# ایور ماکسه
ایور ماکسه (انگلیسی: Ivor Maxse؛ ۲۲ دسامبر ۱۸۶۲ – ۱۹۵۸) فرد نظامی اهل بریتانیا بود. وی همچنین برندهٔ جوایزی همچون نشان حمام و نشان سلطنتی ویکتوریایی شده‌است.